# Gregorio Ricci-Curbastro
Gregorio Ricci-Curbastro (Lugo, 12 de janeiro de 1853 — Bolonha, 6 de agosto de 1925) foi um matemático italiano.
É um dos notáveis contribuidores do cálculo tensorial.
Com 16 anos de idade iniciou o estudo em filosofia e matemática, de 1869 a 1870, na Universidade La Sapienza, prosseguindo os estudos depois de uma pausa em Bolonha (1872 — 73) e Pisa. Após o doutorado em 1875, continuou os estudos na Universidade Técnica de Munique. Em 1879 retornou à Universidade de Pisa, inicialmente como assistente e a partir de 1880 como professor de matemática, onde permaneceu até seus últimos dias.
Publicou mais de 60 artigos. Seu trabalho sobre o cálculo diferencial absoluto foi utilizado por Albert Einstein na formulação da teoria geral da relatividade
Suas publicações depois de 1900 foram elaboradas conjuntamente com Tullio Levi-Civita. O matemático neerlandês Jan Arnoldus Schouten foi talvez o primeiro a utilizar a notação tensorial, em sua publicação de 1924, Der Ricci-Kalkül.